# Lenneper Hochflächen
Die Lenneper Hochflächen sind eine naturräumliche Einheit mit der Nummer 338.10 und gehören zu dem übergeordneten Naturraum 338.1 (Bergisch-Märkische Hochflächen). Sie umfassen den südöstlichen Teil von Wuppertal mit den Ortsteilen Erbschlö-Linde und Herbringhausen, den namensgebenden Remscheider Stadtteil Lennep mit seinem östlichen Hinterland von Hackenberg bis Bergisch-Born und den nordwestlich der Wupper gelegenen Ortsteilen von Hückeswagen. Die Hochflächen werden im Osten von dem Östlichen Wupperengtal (338.11) begrenzt und gehen im Westen etwa in Höhe der Bahnstrecke Wuppertal-Oberbarmen–Opladen in das Remscheider Bergland (338.060) über.
Es handelt sich um ausgedehnte Hochflächen im östlichen Wupperviereck, die in Nord-Süd-Richtung von etwa 300 m auf 350 m ansteigen. Die Hochflächen werden nach Osten zur Wupper hin durch Kerbtäler zerschnitten, wobei die Zertalung nicht so groß ist, wie im benachbarten Remscheider Bergland. An den Steilhängen sind Waldreste (u. a. Marscheider Wald, Herbringhauser Wald) erhalten, während der überwiegende Teil agrarisch genutzt wird. Mit der Herbringhauser und Panzertalsperre wurden Anfang des 20. Jahrhunderts Trinkwassertalsperren errichtet. Einzelne Hofschaften liegen in den Quellmulden, während die Hochflächen selbst städtisch oder industriell bebaut sind. Von Lennep zweigen Höhenwege in alle Richtungen ab, die teilweise mittelalterlichen Ursprungs sind (z. B. der Heerweg Köln–Dortmund) und heute als Bundes- oder Landesstraßen qualifiziert sind.